# La Chí Ân
La Chí Ân (tiếng Trung: 羅志恩, sinh ngày 28 tháng 12 năm 1988) là một cầu thủ bóng đá người Đài Loan. Anh đến từ dân tộc Atayal. Ngày 17 tháng 6 năm 2007, Lo có màn ra mắt cho Trung Hoa Đài Bắc trong trận đấu trước Guam của vòng loại Cúp bóng đá Đông Á 2008, anh ghi 4 bàn để giúp Trung Hoa Đài Bắc có thắng lợi 10-0. Anh trai sinh đôi của anh, Lo Chih-an, cũng là một cầu thủ bóng đá. Cả hai đều học ở National Pingtung University of Education.
Năm 2009, Lo được huấn luyện thi đấu bóng đá trong nhà và được triệu tập vào Trung Hoa Đài Bắc ở Giải vô địch bóng đá trong nhà châu Á 2010.

## Bàn thắng quốc tế
| #  | Ngày                | Địa điểm                                           | Đối thủ | Bàn thắng | Kết quả | Giải đấu                         |
| -- | ------------------- | -------------------------------------------------- | ------- | --------- | ------- | -------------------------------- |
| 1. | 17 tháng 6 năm 2007 | Sân vận động Campo Desportivo, Đãng Tể, Ma Cao     | Guam    | 1–0       | 10–0    | Giải vô địch bóng đá Đông Á 2008 |
| 2. | 17 tháng 6 năm 2007 | Sân vận động Campo Desportivo, Đãng Tể, Ma Cao     | Guam    | 4–0       | 10–0    | Giải vô địch bóng đá Đông Á 2008 |
| 3. | 17 tháng 6 năm 2007 | Sân vận động Campo Desportivo, Đãng Tể, Ma Cao     | Guam    | 8–0       | 10–0    | Giải vô địch bóng đá Đông Á 2008 |
| 4. | 17 tháng 6 năm 2007 | Sân vận động Campo Desportivo, Đãng Tể, Ma Cao     | Guam    | 10–0      | 10–0    | Giải vô địch bóng đá Đông Á 2008 |
| 5. | 24 tháng 6 năm 2007 | Sân vận động Campo Desportivo, Đãng Tể, Ma Cao     | Ma Cao  | 5–1       | 7–2     | Giải vô địch bóng đá Đông Á 2008 |
| 6. | 24 tháng 6 năm 2007 | Sân vận động Campo Desportivo, Đãng Tể, Ma Cao     | Ma Cao  | 7–2       | 7–2     | Giải vô địch bóng đá Đông Á 2008 |
| 7. | 25 tháng 8 năm 2009 | Sân vận động Quốc gia, Cao Hùng, Đài Loan          | Guam    | 4–2       | 4–2     | Giải vô địch bóng đá Đông Á 2010 |
| 8. | 9 tháng 10 năm 2010 | Sân vận động Quốc gia, Cao Hùng, Đài Loan          | Ma Cao  | 2–0       | 7–1     | Cúp Long Đằng 2010               |
| 9. | 25 tháng 9 năm 2012 | Sân vận động tưởng niệm Rizal, Manila, Philippines | Ma Cao  | 1–1       | 2–2     | Cúp Hòa bình Philippines 2012    |

## Danh hiệu và awards
- Chiếc giày vàng Intercity Football League (2007)